# Іван Каменов Іванов
Іван Каменов Іванов (болг. Иван Каменов Иванов, нар. 25 лютого 1988, Златиця) — болгарський футболіст, що грав на позиції центрального захисника, зокрема за національну збірну Болгарії.

## Клубна кар'єра
Народився 25 лютого 1988 року в місті Златиця. Вихованець футбольної школи клубу «Пірін» (Благоєвград).
У дорослому футболі дебютував 2005 року виступами за команду ЦСКА (Софія), в якій провів п'ять сезонів, взявши участь у 53 матчах чемпіонату. У той же період протягом 2007–2008 років на правах оренди грав за пловдивський «Локомотив».
Згодом протягом 2010–2011 років грав у Росії за «Аланію», після чого протягом двох сезонів захищав кольори сербського «Партизана».
2013 року перейшов до швейцарського «Базеля», в якому не став гравцем основного складу, провівши лише 11 матчів у переможному для команди у національному чемпіонаті сезоні 2013/14. Наступний сезон проводив вже у складі другої команди базельського клубу, а 2016 року повернувся на батьківщину, де знову став гравцем «Локомотива» (Пловдив).
Згодом протягом 2016–2019 років грав у Греції за «Панатінаїкос», в російському «Арсеналі» (Тула), на батьківщині за «Бероє» та «Віхрен» (Санданський), а також у складі турецького «Алтая».
Завершував ігрову кар'єру в команді «Етир-1924», за яку виступав протягом частини 2019 року.

## Виступи за збірні
Протягом 2007–2009 років залучався до складу молодіжної збірної Болгарії. На молодіжному рівні зіграв у 10 офіційних матчах, забив 1 гол.
2008 року дебютував в офіційних матчах у складі національної збірної Болгарії.
Загалом протягом кар'єри в національній команді, яка тривала 8 років, провів у її формі 40 матчів, забивши 3 голи.

## Титули і досягнення

### Командні
- Чемпіон Швейцарії (2):

«Базель»: 2013-2014, 2014-2015

### Особисті
- Футболіст року в Болгарії: 2013